# Ukrán háborús bűncselekmények a 2022–2023-as orosz invázió során
Az Ukrajna elleni orosz invázió során a védekező ukrán hadsereg az ENSZ Emberi Jogi Tanácsa által felállított Független Nemzetközi Vizsgálóbizottság (IICIU) jelentése szerint több dokumentált alkalommal megsértette a nemzetközi humanitárius jogot. Az ukrán háborús bűncselekmények között szerepelt orosz hadifoglyok bántalmazása, tiltott aknák használata, működő civil létesítmény militarizálása és orosz megszállás alatt lévő települések elleni megkülönböztetés nélküli támadás. A jelentés szerint a háború során az orosz háborús bűncselekmények száma és mértéke nagyságrendekkel meghaladta az ukrán fél által elkövetett atrocitások okozta károkat.

## Hadifoglyok bántalmazása
A háborúban mindkét fél rendszeresen megsérti a hadifoglyokkal való bánásmódra vonatkozó nemzetközi egyezményeket. Matilda Bogner, az ENSZ emberi jogi megfigyelő missziójának vezetője Ukrajnában mély aggodalmát fejezte ki azzal kapcsolatban, hogy a világszervezet már 25 harcképtelen, hadifogolystátuszú orosz katona meggyilkolását dokumentálta. Az ENSZ 229 Ukrajnában fogvatartott orosz katonát interjúvolt meg, akiknek 49%-a rossz bánásmódról számolt be. (Ez az arány az orosz hadifogságot megjárt ukránoknál 92%.) A bántalmazások nagy része a fogság korai szakaszában, az elfogáskor és az azt követő vallatások során történt. Voltak olyan esetek, hogy az áldozatot lábon lőtték, végtagját megvágták, áramot vezettek belé, illetve szexuális erőszakkal, vagy halállal fenyegették.

### Videóra vett esetek
- Mala Rohanyban ukrán katonák lábon lőttek és megkínoztak orosz hadifoglyokat.[3]
- Dmitrivkában az ukrán oldalon harcoló Grúz Légió katonái videóra vették, ahogy kivégeznek egy sebesült orosz katonát és három másik holttest is látszik, egyiknek összekötözték hátul a kezeit.[4]

### Vitatott eset
2022 őszén a Szvatove-Kreminna front csatája során a luhanszki Makijivka faluban 4 ukrán katona videóra vette, ahogy foglyul ejtenek orosz katonákat. A magát megadó 10 orosz fegyvertelenül tarkóra tett kézzel lehasalt, de ekkor egy tizenegyedik orosz fegyveres lépett elő és tüzet nyitott, amit azonnal viszonoztak az ukránok. Egy később készült drónfelvételen az látszik, hogy 12 halott fekszik a helyszínen, legtöbben abban a pozícióban, ahogy megadták magukat. Az orosz fél szerint az ukránok „kegyetlenül agyonlőtték a fegyvertelen hadifoglyokat”, míg az ukrán oldal szerint a katonáik önvédelemből cselekedtek és az oroszok követtek el „hamis megadást”, ami háborús bűncselekménynek számít, amikor a fegyveresük tüzet nyitott. Az ENSZ Emberi Jogi Hivatalának szóvivője, Marta Hurtado szerint a harcképtelen személyek kivégzésével kapcsolatos állításokat haladéktalanul, teljes körűen és hatékonyan ki kell vizsgálni, és az elkövetőket felelősségre kell vonni.

## Tiltott aknák használata
Ukrajna tagja a gyalogsági aknák használatát szabályozó Ottawai Egyezménynek, de a Human Rights Watch nyomozása és az ENSZ jelentése szerint az ukrán hadsereg tiltott aknákat vetett be Izjum városának térségében, amikor a város orosz megszállás alatt állt. A HRW több mint 100 érintettet, köztük civil áldozatokat, orvosokat és ukrán aknamentesítőket interjúvolt meg és tárgyi bizonyítékokat is gyűjtött az érintett helyszíneken. A tiltott PFM típusú, úgynevezett „pillangóaknákat” Uragan rakéták segítségével szórták szét nagy területeken. A HRW 11 halálesetet erősített meg, a szervezetnek nyilatkozó orvosok szerint pedig csaknem 50 civilt, köztük 5 gyermeket kezeltek kórházban a pillangóaknák okozta sérülésekkel, a beavatkozás jellemzően a sérült végtag amputálását eredményezte. A helyszínen dolgozó ukrán katonák, az aknamentesítést végző utászok szerint akár évtizedek is eltelhetnek, mire teljesen sikerül megtisztítani a területet az aknáktól. A civil szervezet jelentésére reagálva az ukrán kormány ígéretet tett, hogy vizsgálatot indít az ügyben.

## Megkülönböztetés nélküli támadás civil lakosságú területeken

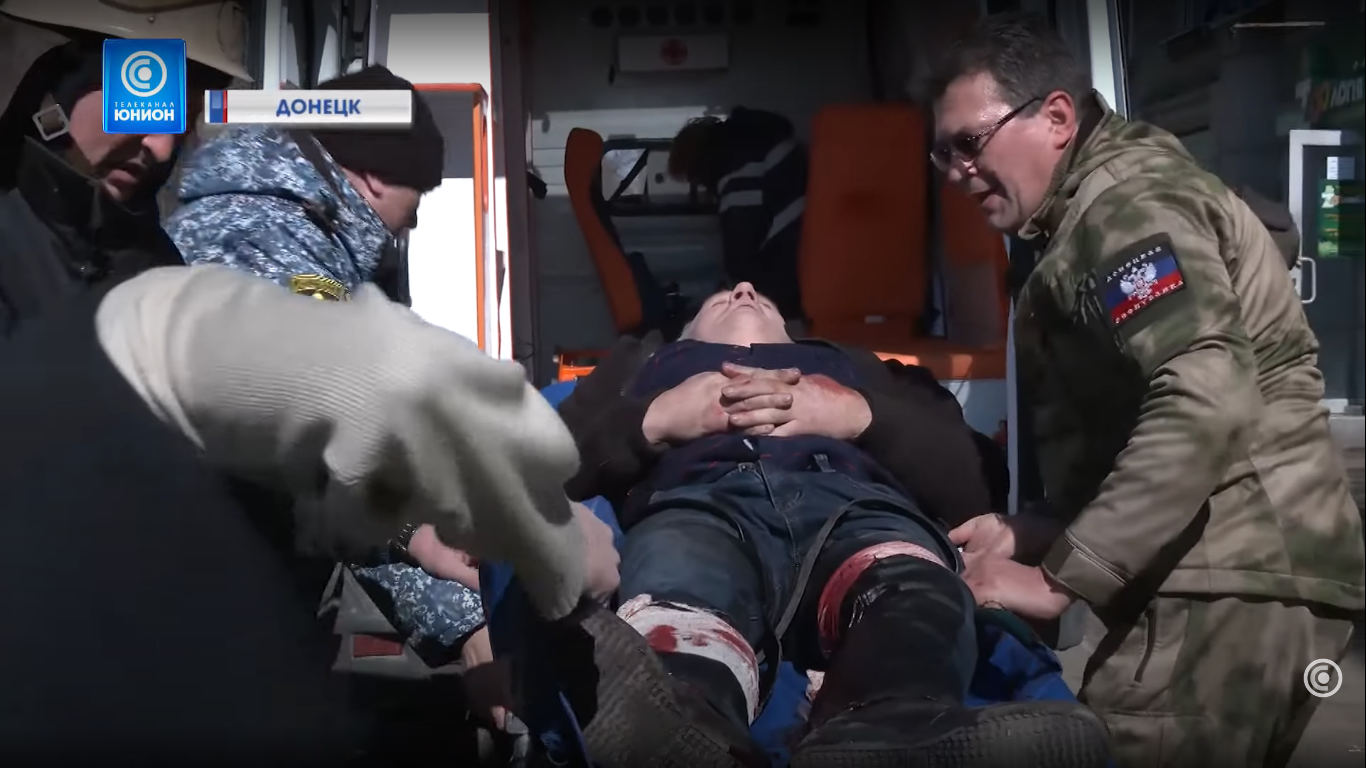
Sebesült mentése Doneckben a 2022 március 14-i ukrán rakétacsapás után

### Izjum
Az ENSZ megállapítása szerint az alatt az időszak alatt, amíg Izjum orosz megszállás alatt állt (2022 márciusától szeptemberig), az ukrán hadsereg több alkalommal kazettás bombákat vetett be a város ellen, ezek az esetek, mivel a civil lakosságot is súlytották, megkülönböztetés nélküli támadásnak, a nemzetközi humanitárius jog megsértésének számítanak. 2022. május 9-én támadás ért egy lakónegyedet, 3 ember életét vesztette és 6-an megsérültek. Július 14-én a város piacát találták el, megsebesítve két idős nőt. Július 16-án kazettás bomba-darabok eltalálták egy óvoda épületét, ahol mintegy 250 civil keresett menedéket, a támadásban két idős polgár meghalt.

### Doneck
A szeparatista Donyecki Népköztársaság hadserege szerint 2022. március 14-én lelőttek egy kazettás bombákat hordozó ukrán Tocska-U rakétát Doneck városának központja felett. 4 bomba alegység felrobbant és megölt 15 civil donecki lakost, valamint megsebesített további 36 embert. Az ukrán fél tagadta, hogy köze lenne a támadáshoz. Az incidenst az ENSZ 2022. júniusi jelentése a kazettás bombákkal elkövetett támadások egyik emblematikus esetének nevezte.

## Civil lakosság veszélyeztetése
Az ENSZ bizottsága több olyan esetet is dokumentált, amikor az ukrán erők ellenőrzése alatt álló területen a katonaság nem különült el megfelelően a civilektől, veszélybe sodorva a polgári lakosságot. Csernyihivben például az ukrán területvédelmi erők a 18. számú iskolában állították fel parancsnokságukat és állomásoztattak katonákat a 21. számú iskola épületében is. Ezeket az iskolákat a katonai funkcióval egy időben humanitárius segély szétosztására is használták, így amikor a március 3-i bombázásban az oroszok mindkét iskolára csapást mértek, katonák és civilek egyaránt meghaltak.

### Összecsapás a sztara krasznjankai idősek otthonában
A Luhanszki területen, Kreminna városa mellett helyezkedik a sztara krasznjankai idősek otthona. Amikor harcok törtek ki az intézet közelében, az idősek otthona vezetése megkérte az ukrán hatóságokat, hogy evakuálják a gondozottakat a veszélyes területről, de az ukrán hadsereg által felállított útblokádok és aknamezők miatt ez nem volt lehetséges. Az ENSZ jelentése szerint március 7-én ukrán katonák érkeztek az épületbe és védelmi állást alakítottak itt ki, anélkül, hogy az idős lakókat előbb kiköltöztették volna, majd innen ellenőriztek egy közelben haladó, stratégiailag fontos útvonalat. Az orosz hadsereg először március 9-én indított támadást a létesítmény ellen, majd március 11-én nehézfegyverekkel lőtte az idősek otthonát. Tűz ütött ki és a lassú, vagy mozgásképtelen betegek bennégtek. 22 ápoltnak sikerült elmenekülnie, de körülbelül 50-en meghaltak a támadásban. Az ENSZ szerint a katasztrófa kialakulásában egyaránt felelős az ukrán és az orosz fél is, előbbi az evakuálás elmulasztása, utóbbi a civilekre tüzelés miatt.

## A kollaboránsok állítólagos bántalmazása
Az orosz invázió 2022. február 24-i kezdete óta az ukrán hatóságok többezer vizsgálatot indítottak árulás és az ellenséggel való kollaborálás vádjával. Az ENSZ bizottsága több tucat ilyen ügyekkel foglalkozó ügyvéd, korábban árulás vádjával letartóztatott személy és családtagok beszámolóját gyűjtötte össze. Közülük többen úgy nyilatkoztak, hogy az ukrán hatóságok emberei az árulás vádjával letartóztatottakat embertelen körülmények között tartották fogva, megkínozták, illetve esetükben nem tartották be a szabályos jogi ügymenetet, sokszor letartóztatási parancs sem volt. Szemtanúk szerint gyanúsítottakat megvertek, úgy tettek, mintha kivégeznék az áldozatot és megfenyegették a családját, a börtönben alvás- és ételmegvonással büntették a foglyot. Az ENSZ jelentése szerint a világszervezet aggodalommal figyeli ezeket a jelentéseket, de egyelőre nem tudja az információkat megerősíteni.